# 杜铁环
杜铁环（1938年—），辽宁鞍山人，中国人民解放军上将。
1955年，其加入中国人民解放军。历任班长、团政治处宣传股文化教员、师政治部组织科、青年科干事，军政治部干部处干事、师长、集团军副政委、政委。中国人民解放军总政治部主任助理、副主任。1994年，担任济南军区政治委员。1996年11月，担任北京军区政委。2000年，晋升为上将军衔。